# Georges Gilles de la Tourette
Georges Albert Édouard Brutus Gilles de la Tourette (wym. [zhl-d-lä-tür-et], ur. 30 października 1857 w Saint-Gervais-les-Trois-Clochers, zm. 26 maja 1904 w Lozannie) – francuski neurolog. Opisał chorobę znaną obecnie jako zespół Tourette’a.

## Życiorys
Georges Albert Édouard Brutus Gilles de la Tourette urodził się 30 października 1857 roku w Saint-Gervais-les-Trois-Clochers, jako syn kupca Théodore'a de la Tourette’a. Był najstarszy z czwórki rodzeństwa. Edukację rozpoczął w szkole z internatem w Châtellerault, gdzie ujawnił nie tylko niezwykły talent, ale też niespokojny i buntowniczy charakter.
Studia medyczne rozpoczął w wieku zaledwie 16 lat w 1873 roku na Uniwersytecie w Poitiers. Ukończył je z bardzo dobrymi wynikami w 1881 roku. Następnie przeniósł się do Paryża, gdzie uczył się w Salpêtrière u Jean-Martina Charcota. Następnie na pewien czas oddał się zainteresowaniom artystycznym. Na dalszą karierę Tourette’a wpływ mieli Charcot i Paul Brouardel, za sprawą których w 1884 roku Tourette rozpoczął pracę u Charcota.
W 1886 roku Tourette poślubił Marie Detrois, młodszą o dziesięć lat kuzynkę. Mieli dwóch synów i dwie córki.
W 1893 roku Gilles'a spotkał szereg nieszczęść. Syn neurologa Jean zmarł z powodu zapalenia opon mózgowo-rdzeniowych. 16 sierpnia podczas wycieczki do Le Morvan zmarł z powodu ostrego obrzęku płuc jego mentor i przyjaciel, Charcot. W końcu, rankiem 6 grudnia tego roku młoda kobieta Rose Kamper z domu Lecoq, była pacjentka Tourette’a, postrzeliła go z pistoletu. Zdarzenie miało miejsce w mieszkaniu Tourette’a przy Rue de l'Université 39. Kobieta weszła do mieszkania i najpierw prosiła lekarza o pieniądze, które rzekomo straciła lecząc się w Salpêtrière; Tourette zdając sobie sprawę, że kobieta jest chora psychicznie, zaproponował jej że obejmie ją opieką lekarską. Wobec braku odpowiedzi zamierzał wyjść, i wtedy Kamper oddała trzy strzały, z których jeden trafił Tourette’a w kark. Rana okazała się niegroźna. Kamper nie próbowała ucieczki, tłumacząc później, że zrobiła to, bo Tourette lecząc ją użył hipnozy i tylko pogorszył jej stan. Lekarze Brouardel i Ballet postawili u niej rozpoznanie choroby psychicznej, odpowiadającej dzisiejszej schizofrenii paranoidalnej. Zarówno Tourette jak i inni współcześni mu hipnolodzy zgodnie twierdzili, że hipnoza nie mogła zaszkodzić pacjentce.

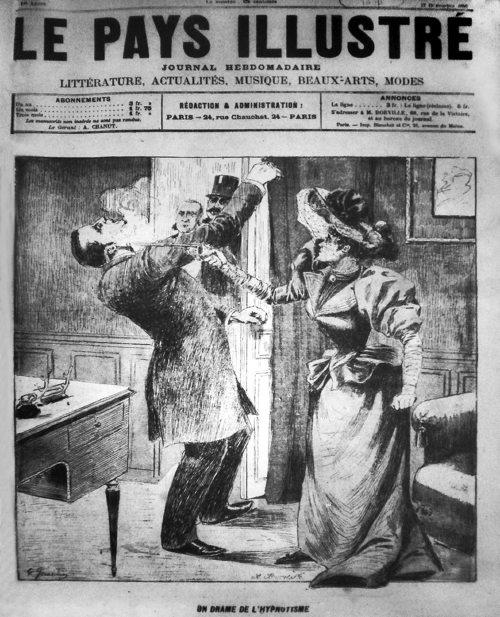
Strona tytułowa Le Pays Illustré przedstawiająca próbę morderstwa doktora Gilles'a de la Tourette'a

Około 1899 roku stan psychiczny Tourette’a zaczął się stopniowo pogarszać. Neurolog badający w tym czasie kiłowe zapalenie rdzenia zaczął podejrzewać neurosyfilis u siebie, co objawiało się epizodami depresji. Na początku 1901 roku stracił pracę w szpitalu. Léon Daudet, sam cierpiący na kiłę układu nerwowego i autor autobiograficznej książki w której opisywał swoje zmagania z chorobą (Devant le Douleur) relacjonował spotkanie z Tourettem, podczas którego ten ostatni zachowywał się tak dziwacznie, że Daudet nie wątpił w słuszność postawionego mu rozpoznania.
Aby uniknąć skandalu, przyjaciele i rodzina zdecydowali o leczeniu Tourette’a poza Paryżem. Syn Charcota Jean Baptiste, jego przyjaciel, przedłożył oświadczenie, w którym napisał, że Tourette cierpi na napadową melancholię od dwóch lat, że usiłował popełnić samobójstwo, i miewa urojenia wielkościowe. Kiła układu nerwowego została potwierdzona badaniem neurologicznym. Po przybyciu do hotelu w Lucernie zachowanie Tourette’a było nadal dziwaczne: kupił za 1500 franków kijki do marszu, a następnie ukradł menu i wykałaczki z hotelowej restauracji. Charcot podstępem zaprowadził Tourette’a do szpitala psychiatrycznego Cery, mówiąc mu że jakaś osobistość czeka tam na niego celem konsultacji. Na miejscu Tourette’a ubezwłasnowolniono i siłą hospitalizowano. Tourette przybył do Cery 28 maja 1901 roku. 1 czerwca był zrozpaczony i przybity, i musiał zostać odseparowany. Od 4 listopada 1901 roku do 15 sierpnia 1904 roku w Lozannie przebywała jego najbliższa rodzina, najpierw w Hotelu Beau-Séjour, potem w Avenue des Alpes.
Przez następne lata pobytu w szpitalu, którego dyrektorem był Albert Mahaim, Tourette cierpiał z powodu napadów megalomanii, ataksji, dyzartrii, opisano u niego sztywne, nieruchome źrenice i inne objawy neurosyfilisu. Pod koniec trzeciego roku pobytu jego mowa stała się nieskładna, nasilały się napady drgawek. Gilles de la Tourette zmarł 22 maja 1904 roku w szpitalu w obecności najbliższej rodziny. Ciało Tourette’a przewieziono do Francji, gdzie zostało pochowane w rodzinnym grobowcu w Loudun.

## Dorobek naukowy
Tourette wydał trzytomowe dzieło poświęcone histerii i hipnozie, poświęcił tym zagadnieniom także wiele artykułów.
W 1885 roku Tourette opisał objawy zespołu znanego dziś od jego nazwiska u dziewięciu pacjentów, używając określenia „maladie des tics”. Charcot pierwszy użył nazwy „choroby Gilles de la Tourette’a” na jego cześć. W 1825 roku Jean Étienne Marie Gaspard Itard opisał znany przypadek markiza de Dampierre, który był przypuszczalnie pierwszym przypadkiem tej choroby w piśmiennictwie, jednak praca Tourette’a dawała pełny obraz choroby i była przełomowa w historii badań tego schorzenia. Tourette przywołał pracę Itarda w swoim artykule. W 1884 roku wyjechał do Londynu, gdzie spotkał się z Johnem Hughlingsem Jacksonem, neurologiem ze Szpitala Londyńskiego, by dowiedzieć się, czy ten w swojej praktyce spotkał się z takimi jak on przypadkami. Jackson nie umiał podać żadnego przykładu, jednak jeszcze tego samego roku zaprezentował przypadek jednego pacjenta.
W 1898 roku przedstawił jeden z pierwszych opisów zespołu niespokojnych nóg.
Duży wpływ na Tourette’a miała osoba Théophraste'a Renaudota, lekarza z Loudun. W 1892 roku Tourette napisał biografię Renaudota.
W 1886 roku przedstawił pracę na temat diagnozy neurologicznej na podstawie kształtu i ustawienia stóp pacjenta, a dokładnie śladów stóp. Praca zdobyła duże uznanie, a autorowi w roku następnym przyznano prestiżową nagrodę Godarda. Tourette był współzałożycielem czasopisma „Nouvelle iconographie de la Salpêtrière”.
Tourette opublikował też artykuł o histerii wśród żołnierzy niemieckiej armii, który rozgniewał Bismarcka, a także o niehigienicznych warunkach w szpitalach leżących nad Tamizą. Razem z Gabrielem Legué analizował przypadek histerii przeoryszy Jeanne des Anges, spowodowanej podobno jej nieodwzajemnionym uczuciem do księdza Urbana Grandiera, spalonego później na stosie za czary.

## Charakter i życie prywatne
W czasach studenckich opisany był w następujący sposób przez przyjaciela, Paula le Gendre:

Był towarzyskim człowiekiem i doskonałym mówcą, o głośnym, szorstkim, nieco zachrypniętym głosie. Był pełen zapału, niekiedy przechodzącego w pasję, i łatwo się niecierpliwił. W dyskusji pojedynczy sprzeciw wywoływał wybuch, i nawet liczni oponenci nie byli w stanie go okiełznać i uspokoić. Nawet w najgłośniejszych i najgorętszych debatach dał się łatwo słyszeć jego głos.

O stosunku Tourette’a do rodziny i bliskich Paul le Gendre pisał: „Często powtarzał, że twoje ciało i dusza należą, przez cały czas, do tych, których kochasz”. Natomiast nieprzychylny (z nieznanych względów) Tourette'owi Léon Daudet opisał go następującymi słowami: „Jest brzydki jak papuaski bożek, z postawionymi na głowie włosami, a jego dusza jest oszukańcza i złośliwa”.
Sam Tourette opisał siebie kiedyś jako „wrednego jak wesz, ale bardzo inteligentnego”.
Regularnie uczęszczał na czwartkowe spotkania w domu Charcota, gdzie gościła śmietanka towarzyska Paryża. Na spotkaniach tych zabronione było poruszanie tematów w jakikolwiek sposób związanych z medycyną. Poznał tam m.in. Alphonse’a Daudeta, Maupassanta i Piotra II, ostatniego cesarza Brazylii, zdetronizowanego w 1889 roku.

## Prace

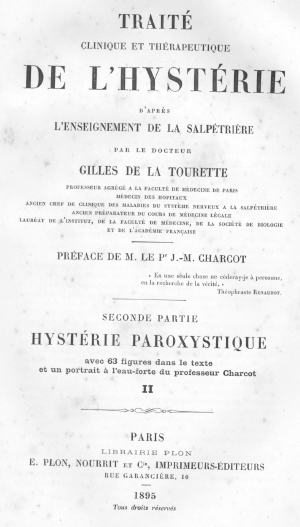
Strona tytułowa pracy o histerii

- Étude sur une affection nerveuse charactérisée par de l'incoordination motrice accompagnée d'écholalie et de coprolalie (jumping, latah, myriachit). Archives de neurologie 9, ss. 19-42, 158-200 (1885)
- L'hypnotisme et les états analogues au point de vue médico-légal. Paris, 1887
- L'hypnotisme et les états analogues au point de vue médico-légal, 2. é.. Paris: Plon, Nourrit, 1889
- Les zones hystérogènes de l'oeil et la migraine ophtalmique d'origine hystérique. Ann. d'ocul. (1891)
- Traité clinique et thérapeutique de l’hystérie d’après l’enseignement de la Salpêtrière. Plon, Paris, 1891-1895
- Pathogénie et traitement des pieds bots. Semaine méd. (1896)
- Les actualités médicales, les états neurasthéniques. Paris, 1898
- Leçons de clinique thérapeutique sur les maladies du système nerveux. Paris, 1898
- Le traitement de l'ataxie par l'élongation vraie de la moelle épinière. N. iconog. de la Salpêtriere (1897)
- Tourette, Chipault. Die wirkliche Dehnung des Rückenmarkes und ihre Anwendung zur Behandlung der Tabes dorsalis. Therap. Wchnschr. (1897)
- Les actualités médicales. Formes cliniques et traitement des myélites syphilitiques. Paris: J. B. Baillière et fils, 1899
- L'oeil tabétique. Bull. et mém. Soc. méd. d. hôp. de Par. (1899)
- Tourette, Chipault. De la percussion méthodique du crâne; contribution au diagnostic cranio-encéphalique. Gaz. d. hôp. (1899)
- La maladie des tics convulsifs. La semaine médicale (1899)
- Diagnostic de l'affection dite chorée des femmes enceintes. Rev. prat. d. trav. de méd. (1899)
- Des rapports de la chorée de Sydenham avec le rhumatisme, la puberté et la chorée dite des femmes enceintes. Rev. neurol (1900)
- Dose suffisante de bromure et signe de la pupille dans le traitement de l'épilepsie. Semaine méd. (1900)
- Le traitement pratique de l’épilepsie, dose suffisante de bromure, signe de la pupille. Paris: J.-B. Baillière et fils, 1901
- Tratamiento del vértigo de Ménière por el método de las dosis suficientes. Bol. lar. otol. (1901)
- Théophraste Renaudot : d'après des documents inédits. E. Plon, Nourrit. Paris, 1884.
- La vie et les oeuvres de Théophraste Renaudot, fondateur du journalisme et des consultations charitables. Ed. du Comité, Paris 1892.